# Apamea gelata
Apamea gelata är en fjärilsart som beskrevs av Lefèbvre 1836. Apamea gelata ingår i släktet Apamea och familjen nattflyn. Inga underarter finns listade i Catalogue of Life.